# Graeme Obree
Graeme Obree (* 11. září 1965 Nuneaton) je bývalý britský reprezentant v dráhové cyklistice, známý pod přezdívkou Flying Scotsman (Létající Skot).
Stal se mistrem světa ve stíhacím závodě v letech 1993 a 1995, na olympiádě 1996 skončil na jedenáctém místě. Byl také britským rekordmanem v časovce na deset mil a vyhrál národní šampionát v závodě na 50 mil. Dvakrát vytvořil světový rekord v hodinovce – 17. července 1993 zajel 51,596 km za hodinu a poté, co ho překonal Chris Boardman, zajel 27. dubna 1994 52,713 km, tento rekord překonal v září téhož roku Miguel Indurain. Obree jel oba rekordní pokusy na kole, které si sám postavil a nazval Old Faithful. Použil při tom levné součástky, jako například ložiska z pračky, a přišel s řadou inovací: odstranil horní tyč rámu a řídítka posunul blíže sedlu, při jízdě držel lokty u těla a hrudníkem nalehl na řídítka, snížil tak odpor vzduchu na minimum. Mezinárodní cyklistická unie však jeho styl označila za odporující pravidlům a zakázala mu na závodech Old Faithful používat. Obree dostal nabídku závodit profesionálně, odmítl ji však, protože nechtěl užívat doping. V roce 2013 představil své nové kapotované lehokolo unikátní konstrukce, na kterém hodlá jako první člověk na světě překonat vlastní silou hranici sto mil za hodinu, dosáhl však zatím maximální hodinové rychlosti 82,8 mil (133,3 km).
Obree trpí bipolární afektivní poruchou, třikrát se pokusil o sebevraždu. Jak vypověděl, jeho psychický stav zhoršila smrt bratra při autonehodě i skutečnost, že musel tajit svou homosexuální orientaci. Teprve v roce 2011 provedl coming out. V roce 2003 vydal autobiografickou knihu The Flying Scotsman, podle níž natočil v roce 2006 režisér Douglas Mackinnon celovečerní film, v němž hrál Obreeho Jonny Lee Miller.